# العلاقات الأرمنية الكندية
العلاقات الأرمينية الكندية هي العلاقات الثنائية التي تجمع بين أرمينيا وكندا.

## مقارنة بين البلدين
هذه مقارنة عامة ومرجعية للدولتين:
| وجه المقارنة                                              | أرمينيا                    | كندا                     |
| --------------------------------------------------------- | -------------------------- | ------------------------ |
| المساحة (كم2)                                             | 29.74 ألف                  | 9.98 مليون               |
| عدد السكان (نسمة)                                         | 2.93 مليون                 | 35.70 مليون              |
| الكثافة السكانية (ن./كم²)                                 | 98.52                      | 3.58                     |
| العاصمة                                                   | يريفان                     | أوتاوا                   |
| اللغة الرسمية                                             | لغة أرمنية                 | لغة إنجليزية، لغة فرنسية |
| العملة                                                    | درام أرميني                | دولار كندي               |
| الناتج المحلي الإجمالي (بليون دولار)                      | 11.54 مليار                | 1.65 تريليون             |
| الناتج المحلي الإجمالي (تعادل القوة الشرائية) بليون دولار | 25.41 مليار                | 1.59 تريليون             |
| الناتج المحلي الإجمالي الاسمي للفرد دولار أمريكي          | 3.49 ألف                   | 43.25 ألف                |
| الناتج المحلي الإجمالي للفرد دولار أمريكي                 | 8.07 ألف                   | 45.07 ألف                |
| مؤشر التنمية البشرية                                      | 0.743                      | 0.913                    |
| رمز المكالمات الدولي                                      | +374                       | +1                       |
| رمز الإنترنت                                              | .am، .հայ ‏                 | .ca                      |
| المنطقة الزمنية                                           | ت ع م+04:00، توقيت أرمينيا |                          |

## مدن متوأمة
في ما يلي قائمة باتفاقيات التوأمة بين مدن أرمينية وكندية:
- ترتبط يريفان مع مونتريال باتفاقية توأمة منذ 1981.

## منظمات دولية مشتركة
يشترك البلدان في عضوية مجموعة من المنظمات الدولية، منها:
| علم المنظمة | اسم المنظمة                               | تاريخ انضمام أرمينيا | تاريخ انضمام كندا |
| ----------- | ----------------------------------------- | -------------------- | ----------------- |
|             | مؤسسة التنمية الدولية                     | 25 أغسطس 1993        | 24 سبتمبر 1960    |
|             | الأمم المتحدة                             | 2 مارس 1992          | 9 نوفمبر 1945     |
|             | منظمة التجارة العالمية                    | 5 فبراير 2003        | ?                 |
|             | منظمة الشرطة الجنائية الدولية             | ?                    | ?                 |
|             | المركز الدولي لتسوية المنازعات الاستشارية | 16 أكتوبر 1992       | 1 ديسمبر 2013     |
|             | منظمة الأمن والتعاون في أوروبا            | 30 يناير 1992        | 25 يونيو 1973     |
|             | الاتحاد الدولي للاتصالات                  | 30 يونيو 1992        | 1 يوليو 1908      |
|             | الفريق المعني برصد الأرض                  | ?                    | ?                 |
|             | البنك الدولي للإنشاء والتعمير             | 16 سبتمبر 1992       | 27 ديسمبر 1945    |
|             | الاتحاد البريدي العالمي                   | ?                    | ?                 |
|             | بنك التنمية الآسيوي                       | 2005                 | 1966              |
|             | منظمة حظر الأسلحة الكيميائية              | ?                    | ?                 |
|             | مؤسسة التمويل الدولية                     | 18 أبريل 1995        | 20 يوليو 1956     |
|             | وكالة ضمان الاستثمار متعدد الأطراف        | 5 ديسمبر 1995        | 12 أبريل 1988     |
|             | يونسكو                                    | 9 يونيو 1992         | 4 نوفمبر 1946     |

## وصلات خارجية
- موقع وزارة الخارجية الأرمينية
- موقع وزارة الخارجية الكندية